# Округ Даглас (Џорџија)
Округ Даглас (енгл. Douglas County) је округ у америчкој савезној држави Џорџија.

## Демографија
По попису из 2010. године број становника је 132.403, што је 40.229 (43,6%) становника више него 2000. године.
| Група             | 2000.          | 2010.          |
| Белци             | 69.965 (75,9%) | 64.911 (49,0%) |
| Афроамериканци    | 17.065 (18,5%) | 52.290 (39,5%) |
| Азијати           | 1.080 (1,2%)   | 1.904 (1,4%)   |
| Хиспаноамериканци | 2.640 (2,9%)   | 11.125 (8,4%)  |
| Укупно            | 92.174         | 132.403        |